# Заставки
Заставки — село в Україні, у Красилівській міській громаді Хмельницького району Хмельницької області.

## Географія
Село розташоване на лівій безіменній притоці річки Случ за 5 км на північ від Красилова.

## Історія села Заставки
За часом виникнення це село — одне з наймолодших поселень на Красилівщині. Ми його не знаходимо ні у грамотах XV ст., ні в реєстрах XVI—XVII ст., у яких згадані всі навколишні населені пункти. Село було осаджене з другій половині XVIII ст у володіннях магната Януша Сангушка Вперше воно назване в «Компромісному декреті угоди між Ельжбетою з Браніцьких, її сином Казіміжем — генералом артилерії Великого князівства Литовського, Юзефом і Ксаверим Сапєгами у справі поділу добр (маєтків) Ігнатія — воєводи Мстиславського, Кароля-Брест-Литовського і воєводи Мстиславського Каптана Сапєгів, здійсненого у місті Коцку» 20 липня 1778 року. Про виникнення села у другій половині XVIII ст. свідчить і ревізька казка 1816 р. В Заставках проживало 27 осіб чоловічої статі Серед них лише 16 були віком старші 18 років. З цих 16 осіб семеро були переведенні у 1812—1814 рр. з Красилова. Наше село було засноване власником, містечка Красилів, із місцем виникнення поселення пов'язана і його назва. І ось чому. Усі землі Красилівського маєтку розташовані на правому березі Случа, і лише невелика смуга землі між маєтками Цеценівка та Волиця Дубиська вздовж шляху на Кульчини належала єврейській общині містечка. Твердження ґрунтується на тому що теперішні старожили пам'ятають єврейське кладовище на високому березі Случа в урочищі Млини. Ця смуга землі була ніби залишеною для когось. У польській мові щось кимось залишене називається, «зоставка». У названому «Компромісному декреті…» поселення назване «Заставка», а не Заставки: Князь Ігнацій Сапєга вступив у володіння маєтками на основі Кольбушовської трансакції у 1776 р. і віддав їх своїм дітям. Спадкоємці здійснили 20 липня 1778 р. уже названий «Компромісний декрет угоди…». Згідно з ним Красилів, Заставки, Западинці, Сорокодуби і Клітна перейшли у спадщину князя Ксаверія сина Ігнація Сапєги — ротмістра націоіальної кавалерії Великого князівства Литовського. З цих маєтків Сапєга платив податків на суму 8050 польських злотих і 20 з половиною грошів.
На початку XIX ст. присілок Заставки перейшов у вотчине володіння князя Міколая Ксаверія сина Сапєги, віддане за рішенням Старокостянти-нівського повітового суду від 1815 року на 10 років у володіння поміщикові із сусіднього села Волиці Йосипу Білінському. Передача нашого села Білінським пояснюється тим, що Міколай Сапєга зовсім не займався розвитком господарства у своїх маєтках, а жити хотів розкішно. Гроші змушений був позичати. До 1814 року він заборгував своїм кредиторам таку суму грошей, що навіть усі його маєтки коштували менше, ніж становили борги. Білінським він був винен 11475 руб. сріблом. Саме на таку суму суд оцінив маєток Заставки.
Після 1825 р. село переходило у володіння до спадкоємців Йосипа Білінського — його синів Ігнація та Антонія Білінських. Маючи гостру потребу в грошах, брати Білінські у 1837 р. віддали присілок Заставки в заставу єврею Йосю Файбишовичу Файнштейну. Перебуваючи в заставі, село опинилося в стані повного розорення.
За розпорядженням Київського військового губернатора, Подільського і Волинського генерал-губернатора Дмитра Бібикова Волинська Цивільна Палата в 1845 році ухвалила рішення продати село. Купила його поміщиця з сусіднього села Цеценівки Ганна Матвіївна Прушинська. Купівля-продаж присілка Заставки з 55 душами кріпаків чоловічої статі була здійснена в період з 16 по 31 січня 1846 року. Прушинська заплатила Білінським 12 тис. руб. сріблом.
Родина Прушинських володіла нашим селом до 1917 року. На Красилівшині вона з'явилась у 1776 році, коли підкоморій Старокостянтинівський Людовік Прушинський купив сусіднє із Заставками село Цеценівку у Марціна Любомирського. Прушинські навіть мали свій родовий герб, опис якого знаходимо у Волинській губернській дворянській книзі за 1802 рік: «В жовтому полі дівчина в сукні з розчесаним волоссям та короною на голові. Руки і плечі оголені, до верху піднесені. Сидить на чорному ведмедеві, який біжить праворуч. В шоломі над короною між двома оленячими рогами більша частина ведмедя сидить вліво повернута. Передня ліва нога опущення, а в передній правій тримає троянду».

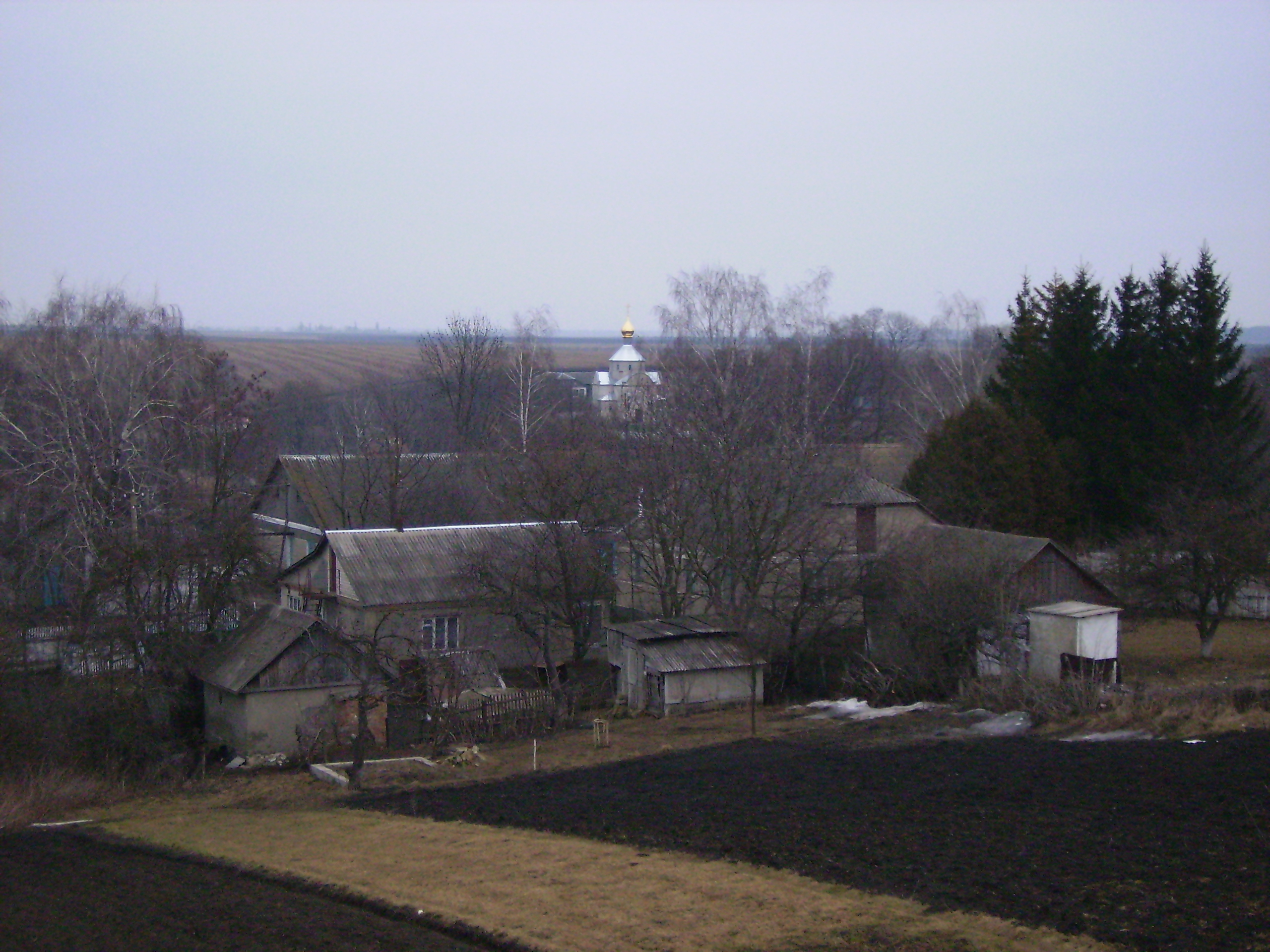
Краєвид села з видом на церкву

Від Людвіга Цеценівка перейшла в спадщину до його сина Еразма. Еразм входив до масонської ложі, був кавалером мальтійського ордену. З 1808 по 1822 рік був маршалком Старокостянтинівського повіту. Одружений з Ганною Івановською. Саме вона і купила присілок Заставки. їй самій довелось виховувати двох синів Мечислава (1806 р.) та Броніслава (1811 р.). Обидва вони навчалися у престижному Кременецькому ліцеї, а потім Мечислав закінчив з відзнакою Варшавський університет, а Броніслав — Віденський.
Спадкоємцем Ганни став Мечислав. Він у 1842 році одружився з Геленою Ксаверіївною Чечель з с. Решнівка сучасного Старокостянтинівського району. Після одруження йому належало 9 сіл Старокостянтинівського повіту: Решнівка, Волиця Керекешина, Вербородинці, Берегелі, Семереньки, Прохорівка, Стецьки, Заставки, Цеценівка. Заставки були тільки одним з фільварків Прушинських, а резиденції тут не було. Головна резиденція знаходилась в Решнівці.
Через малоземелля, відсутність лісу та пасовищ жителі села на початку XX ст. перебували у скрутному економічному становищі, а маєток постійно перебував в оренді.
З 1991 року село в складі незалежної України.
14 березня 2024 року селі Заставки парафія церкви Святої Трійці перейшла з Московського патріархату в Православну Церкву України. Вперше, в місцевій церкві пролунала молитва українською мовою.

## Населення
Відповідно до ревізької сказки 1858 року, у маєтку проживало 96 душ кріпаків чоловічої статі та 107 душ жіночої. Крім цього до маєтку були приписані 126 душ однодворців Базалійського та Красилівського товариств.
Згідно з викупним актом від 17 вересня 1865 року, у присілку значилося 32 селянських двори, з них тяглих — 18, піших — 13, городників — 1. У власність селян перейшло всього 216 десятин землі.
Друга половина XIX та початок XX ст. характеризується швидким зростанням села. Так, якщо у 1896 р. налічувалось 77 дворів, а жителів було 330, то в 1911 р. значилося дворів — 92, жителів — 532.
Зважаючи на таке становище серед інших маєтків, Заставки були другорядним населеним пунктом.
Станом на 2001 рік населення становить 626 осіб.

## Інфраструктура
Навчальні заклади: ЗОШ I—II ст., дитячий садок. Пам'ятки — пам'ятник загиблим та зниклим безвісти односельців в часи Другої світової війни.